# T-34
El T-34 es un tanque mediano de fabricación soviética que fue producido entre 1940 y 1958.  
Su desarrollo parte de la serie de tanques rápidos BT, y Christie M1928 con blindaje inclinado, con la intención de reemplazar al tanque de caballería BT y al tanque de infantería T-26. Tras el poco éxito de los tanques soviéticos en la guerra civil española, la falta de blindaje se hizo notable. 
El T-34 equilibraba potencia de fuego, movilidad y blindaje, aunque al inicio su eficacia en el campo de batalla fue malograda debido a la mala disposición ergonómica del compartimiento de la tripulación, la carencia de radios, la falta de municiones y el empleo de tácticas pobres, así como una anticuada cadena de mando. A finales de 1943 se introdujo el mejorado T-34-85, con un cañón de mayor potencia.
El diseño y construcción del tanque fueron continuamente refinados durante la guerra para mejorar su eficacia y reducir los costes, permitiendo que se dispusiera de un número de tanques cada vez mayor. Hacia 1945, el versátil y rentable T-34 había sustituido a la mayoría de los tanques pesados y ligeros en servicio. 
Fue una influencia en el desarrollo posterior del nuevo concepto de tanque, el tanque de combate principal.

## Historia

### Diseño revolucionario
En la década de 1930, la mayoría de los tanques soviéticos eran el tanque ligero T-26 y la serie de tanques rápidos BT. El T-26 era un tanque de infantería lento, diseñado para mantener el paso con los soldados. Los tanques BT eran tanques de caballería, muy rápidos y ligeros, diseñados para luchar contra otros tanques, pero no contra la infantería. Ambos tenían un blindaje delgado y empleaban gasolina, como la mayoría de los diseños de la década de 1930, que solían arder en llamas por problemas en el motor. El diésel se convirtió en una ventaja que los soviéticos supieron aprovechar, a pesar de ser más ruidoso, y por lo tanto, más fácil de descubrir.[cita requerida]
La guerra civil española fue toda una inspiración para el Ejército Rojo, quienes se dieron cuenta de las debilidades y fortalezas de sus tanques, lo cual los llevó a la búsqueda de unos reemplazos. Aunque el T-26 demostró ser superior a los tanques italianos y alemanes que se encontró los rusos querían un tanque todavía mejor protegido y con un cañón más potente. La falta de protección hizo que los T-26 fueran vulnerables a las armas antitanque y trampas que se encontraron en España. De este proyecto saldría el T-34 modelo 1940 y el KV-1.[cita requerida]
En 1937, el ingeniero Mijaíl Koshkin fue asignado por el Ejército Rojo para dirigir un nuevo equipo encargado de diseñar un reemplazo para los tanques BT, en la fábrica JPZ de Járkov. Mijaíl Koshkin trabajó junto a Aleksandr Morózov y Nikolái Kucherenko para reconvertir tanques BT añadiéndoles ruedas y cadenas del vehículo Christie M 1928, equipándoles de blindaje inclinado, instalando nuevos motores diésel de 450 caballos y un cañón L/46 de 45 mm. Estos prototipos fueron denominados A-20, su blindaje inclinado de 20 mm y cañón de 45 mm. Koshkin convenció a Stalin de dejarle desarrollar un segundo prototipo, un tanque universal más blindado y mejor armado que reemplazaría tanto a los T-26 como a los tanques BT. El segundo prototipo, designado A-32 pero pronto renombrado T-32, tenía blindajes de 30 mm de espesor en los laterales del chasis y un cañón L/26 de 76 mm. El T-32 contaba con cinco nuevas ruedas adaptadas a cadenas más anchas y sin rodillos de tracción, sentando las bases para el T-34.
La siguiente tabla muestra las características entre el A-20 y el A-32:
|                              | A-20                    | A-32                    |
| Peso en combate              | 18 t                    | 19 t                    |
| Tripulación                  | 4                       | 4                       |
| Largo                        | 5,76 m                  | 5,76 m                  |
| Ancho                        | 2,65 m                  | 2,73 m                  |
| Altura sobre ruedas          | 2,41 m                  | 2,41 m                  |
| Altura sobre orugas          | 2,44 m                  | 2,44 m                  |
| Armamento principal          | 45 mm                   | 76 mm                   |
| Armamento secundario         | 2 ametralladoras DT     | 2 ametralladoras DT     |
| Munición principal           | 152 proyectiles         | 72 proyectiles          |
| Munición secundaria          | 43 cargadores           | 26 cargadores           |
| Motor                        | V-2                     | V-2                     |
| Potencia máxima              | 500 CV a 1.800 r. p. m. | 500 CV a 1.800 r. p. m. |
| Potencia específica          | 450 CV a 1750 r. p. m.  | 450 CV a 1750 r. p. m.  |
| Vel. máx. orugas carretera   | 74,7 km/h               | 74,7 km/h               |
| Vel. máx. orugas a c. través | 56 km/h                 | 65 km/h                 |

Ambos modelos fueron puestos a prueba en los campos de ensayo de Kúbinka en 1939, y el T-32 demostró ser más maniobrable que el A-20.[cita requerida]
El Pacto Ribbentrop-Mólotov permitió al Ejército Rojo adquirir 2 Panzer III y estudiarlos en Kúbinka. El diseño ruso se mostraba superior en potencia de fuego y protección. El Panzer III era más cómodo, con una torre de tres tripulantes, mejores ópticas y mayor fiabilidad del motor y transmisión. El estudio llevó a pedir un tanque que garantizara 3000 km sin fallos. Rápidamente se crearon dos nuevos proyectos de mejora pero el estallido de la guerra los paralizó priorizando la producción en masa.[cita requerida]
La resistencia del mando militar y las preocupaciones por el alto coste de producción desaparecieron cuando se vio el pobre rendimiento de los tanques soviéticos en Finlandia y la efectividad de la Blitzkrieg alemana en Francia. Una versión más pesada del T-32, con 45 mm de blindaje en la parte frontal, fue aprobada para su producción como T-34.[cita requerida]
El T-34 tenía la suspensión Christie de resorte helicoidal del BT, pero prescindiendo de la pesada e ineficaz característica de «convertible», que permitía a un tanque moverse sobre sus ruedas sin necesidad de sus orugas. Tenía un blindaje inclinado, una planta motriz relativamente potente y unas orugas anchas. La versión inicial portaba un cañón de 76,2 mm, a menudo denominado como T-34/76 (originalmente, una designación alemana). A finales de 1943, una segunda versión importante, el T-34/85, comenzó a ser producida, con una torreta de mayor tamaño (con 3 tripulantes como en los tanques alemanes) con un cañón de 85 mm.[cita requerida]

### Armamento
El cañón de 45 mm estándar del Ejército Rojo se descartó buscando un cañón más potente. El primer cañón fue el L-11 con el que comenzó la producción en serie. Ofrecía corta vida (100-150 disparos) y poca precisión, por lo que no cumplió las expectativas. El cañón L-11 sólo se empleó en el modelo 1940. En febrero de 1941 se comenzó a montar el cañón F-34, de prestaciones superiores al L-11. El cañón F-34 equipó al T-34 modelo 1941, 1942 y 1943.[cita requerida]
El F-34 de 76,2 mm podía en 1941 destruir un tanque enemigo a gran distancia, ya que los tanques medios alemanes de entonces tenían un blindaje más delgado. El T-34-85 apareció en 1943 y montaba un cañón de 85 mm, inicialmente el D-5T para cambiarlo por el ZiS-S-53 rápidamente. En septiembre de 1944 los T-34-85 comenzaron a recibir el nuevo proyectil con núcleo de tungsteno macizo que ayudó al T-34-85 a hacer frente al Panther y Tiger, penetrándolos por el blindaje frontal.[cita requerida]

### Producción
El T-34 planteó nuevos desafíos a la industria soviética. Era el tanque medio con mayor blindaje producido hasta ese momento, y las piezas prefabricadas se construían en varias plantas: la Fábrica diésel N.º 75 de Járkov proveía el motor modelo V-2, la Fábrica Kírov n.º 185 de Leningrado produjo el cañón original L-11, y la Fábrica Dinamo de Moscú, los componentes eléctricos. Los tanques fueron construidos inicialmente en la JPZ n.º 183 y en la Fábrica de Tractores de Stalingrado (STZ), y posteriormente en la Fábrica Krásnoye Sórmovo n.º 112 en Gorki.[cita requerida]
Existían múltiples problemas: las planchas de blindaje eran defectuosas; debido a la escasez de los nuevos motores V-2, muchos tanques de la producción inicial de 1940 llevaban el motor, suspensión y embrague inferiores del tanque BT; solo los tanques de los comandantes de las compañías llevaban radios. El cañón L-11 no cumplió con las expectativas, así que la oficina de diseño Grabin en la Fábrica Gorki n.º 92 diseñó el cañón F-34 de 76,2 mm. A sabiendas de que no se aprobaría la producción, Gorki y la fábrica JPZ comenzaron a fabricar el cañón de todas formas; el permiso oficial solo sería concedido por el Comité de Defensa del Estado después de que las tropas elogiaran el buen desempeño del nuevo cañón.

Existían presiones políticas para redirigir los recursos a la construcción de los tanques de infantería tradicionales y para cancelar la producción pendiente de T-34 a favor del diseño más avanzado T-34M. Sin embargo, el ataque por sorpresa de la Alemania nazi en la Operación Barbarroja el 22 de junio de 1941 forzó a la Unión Soviética a trasladar la producción completa de tanques. Esto produjo una gran necesidad de enviar inmediatamente nuevos tanques al frente, por lo que no se permitió modificar partes del T-34 a excepción de aquellas que lograran una fabricación más rápida conservando todo su poder.[cita requerida]
Los rápidos avances de las fuerzas alemanas forzaron la evacuación de las fábricas de tanques hacia los montes Urales. La fábrica JPZ fue restablecida cerca de la Fábrica de vagones Dzherzhinski de Ural en Nizhni Taguil, renombrada Fábrica de Tanques Stalin N.º 183 del Ural. La fábrica Kírov fue evacuada unas semanas antes de que Leningrado fuera rodeada, y se trasladó a la Fábrica de Tractores Stalin en Cheliábinsk, que recibiría el sobrenombre de Tankograd, 'Ciudad de los tanques'. Mientras que estas fábricas eran reubicadas a una velocidad récord, el complejo industrial alrededor de la Fábrica de Tractores de Stalingrado producía el 40 % de todos los T-34, hasta que fue completamente rodeada durante la batalla de Stalingrado en el otoño de 1942.
Salvo esta interrupción, los únicos cambios permitidos en las cadenas de montaje eran para hacer los tanques más sencillos y más baratos de producir. Se desarrollaron nuevos métodos para la soldadura autógena y el templado de las planchas, incluyendo las innovaciones del profesor Evgeny Paton. El diseño del cañón F-34 Modelo 1941 de 76,2 mm se redujo a 614 piezas, comparadas con las 861 del modelo anterior. En dos años se recortó el coste de producción de 269 500 rublos en 1941 a 193 000 rublos y luego a 135 000 rublos.[cita requerida]
La necesidad de una mejora para el T-34 era vital desde la entrada en combate de los Tiger I y los Panther, pero dado que hasta bien entrado 1943 estaban en servicio pocas unidades de estos, no se le dio la importancia necesaria, lo cual terminó siendo una tumba para los tripulantes de los T-34 que difícilmente podían combatir a dichos tanques con sus cañones de 76,2 mm.[cita requerida]

### Desarrollo evolutivo
En 1942, la torreta con nuevo diseño derivada del proyecto abandonado del T-34M comenzó a ser construida, mejorando las condiciones de falta de espacio y finalmente añadiendo una cúpula de comandante con visión total. Los suministros limitados de caucho llevaron a la adopción de ruedas con reborde de acero y se añadió un nuevo embrague a la transmisión de cinco velocidades mejorada y el motor.[cita requerida]
En 1943, los soviéticos se enfrentaron contra los nuevos tanques alemanes Panther y Tiger I. De acuerdo con la experiencia de la Batalla de Kursk, y las peticiones desde el frente de guerra de tener más potencia de fuego a largo alcance, el mando soviético tomó la decisión difícil de actualizar las fábricas para producir un nuevo modelo. El T-34-85 tenía un cañón de 85 mm de mayor potencia y finalmente, una torreta de tres hombres con radio (anteriormente, la radio se encontraba en el casco del tanque). El comandante podía dar las órdenes, dejando el manejo del cañón al artillero y cargador. A partir de 1944, los tanquistas de los T-34/85 comenzaron a emplear munición subcalibre con núcleo de tungsteno (BR-365P), que podía penetrar casi un 40 % más que los proyectiles BR-365, pero que al no tener una cabeza explosiva era menos efectivo en la postpenetración.[cita requerida]

### Blindaje extra
Alemania produjo proyectiles con núcleo de tungsteno (Pzgr.40) para los cañones de 50 mm como el kW.K.38 y kW.K.39, los cuales penetraban más que los proyectiles estándar Pzgr.39 y podían penetrar al T-34 frontalmente en el caso de que no rebotaran, por lo que se había intentado aumentar el blindaje del T-34 hasta los 65 mm. Sin embargo, la capacidad soviética para fabricar planchas de blindaje con tales espesores, junto con la escasez de proyectiles Pzgr.40 alemanes, provocó que este incremento del blindaje no hiciese falta. Además, a partir de 1943, el mayor enemigo del T-34 era el cañón largo alemán de 75 mm, por lo que el aumento de 20 mm frontales no ofrecía una solución al problema. Sin embargo, hay evidencias del uso de planchas de blindaje extras en tanques T-34. Estas planchas solían ser de 15-20 mm y de diversas formas.[cita requerida]
El blindaje extra estaba diseñado para resistir ante los proyectiles de 50 mm alemanes, sobre todo los del kW.K.39 L/60 con núcleo de carburo de tungsteno, los cuales rebotaban en ocasiones como lo recogieron algunos alemanes en sus informes aun cuando no se usaba este blindaje añadido.[cita requerida]
El blindaje iba soldado y sin tornillos ni remaches, por módulos (la mayoría) y en el frontal. El haber añadido blindaje en los laterales y parte trasera hubiera supuesto una reducción inaceptable de la movilidad. También se instalaron algunas planchas de blindaje extra en las torretas, sin embargo, las fotografías de tanques T-34 con blindaje extra suelen llevarlo solo en el frontal, por lo que su uso en torretas fue todavía más reducido.[cita requerida]

### Coste
El costo para producir un T-34/85 era inicialmente un 30% más caro que el Modelo 1943, unos 164 000 rublos, pero en 1945 había bajado a 142 000 rublos. Durante el transcurso de la guerra, el costo de un T-34 se había reducido a la mitad, mientras que su movilidad se mantenía igual, y su blindaje frontal y capacidad de penetración del cañón se había casi duplicado.[cita requerida]
| Fábrica           | 1939    | 1940    | 1941    | 1942    | 1943    | 1944    | 1945    |
| ----------------- | ------- | ------- | ------- | ------- | ------- | ------- | ------- |
| Fábrica n.º 112   | —       | —       | —       | 209.700 | 209.300 | 174.900 | 173.000 |
| Fábrica n.º 183*  | 596.373 | 429.256 | 259.256 | 165.810 | 141.822 | 140.996 | 136.380 |
| Fábrica n.º 183** | —       | 510.000 | —       | 166.300 | 136.500 | 142.100 | 130.000 |
| Fábrica n.º 174   | —       | —       | —       | 312.700 | 210.700 | 177.800 | 171.000 |
| Uralmash          | —       | —       | —       | 273.800 | 190.800 | 179.400 | —       |

(*) Datos dados por la fábrica.
(**) Datos dados por el comisario.
Al final de la guerra, se construyeron unos 57 000 T-34: 34 780 tanques T-34 originales desde 1940 hasta 1944 y otros 22 559 T-34-85 desde 1944 hasta 1945. En 1946, tras la guerra, el T-34 estaba fuera de la producción a gran escala en la Unión Soviética ya que se construyeron solo 2701.[cita requerida]
La producción se reinició en 1951 en la República Popular de Polonia y Checoslovaquia, donde se fabricaron 1380 y 3185 T-34-85 respectivamente, hasta 1956. A finales de los años 1960, los T-34-85 soviéticos pasaron por un programa de modernización (T-34/85M) para la exportación y la reserva, utilizando componentes de los tanques T-54/55.[cita requerida]
Se estima que el total de tanques T-34 es de 84 070 unidades, más 13 170 piezas de artillería autopropulsada construidas utilizando el chasis del T-34.

### Variantes
La identificación de las variantes del T-34 puede ser complicada. La fundición de la torreta y los detalles superficiales y el equipo variaba entre fábricas. Las nuevas mejoras se añadían en la mitad de una producción o actualizando los tanques viejos. Los tanques puestos fuera de combate eran reconstruidos, algunas veces incluyendo equipo de modelos más modernos o incluso una nueva torreta. Algunos tanques llevaban blindaje apliqué fabricado con restos de acero de distintos tamaños, fundidos al casco y posiblemente también a la torreta; estos tanques se denominaban S Ekránami ('Con Pantallas', en ruso).[cita requerida]
La inteligencia alemana de la Segunda Guerra Mundial denominó a las dos producciones principales como T-34/76 y T-34/85, y las variaciones menores recibían designaciones con letras como T-34/76A. Esta nomenclatura ha sido utilizada ampliamente en Occidente, especialmente en la literatura popular. Desde los años 1980, sin embargo, muchas fuentes académicas han estado usando el estilo soviético: T-34 y T-34-85, y las variantes como el año del modelo, como T-34 Modelo 1940.[cita requerida]
Desde la disolución de la Unión Soviética, los nuevos documentos desclasificados han demostrado que todos los T-34 con la torreta original y el cañón F-34 (conocidos convencionalmente como Modelo 1941 y 1942) eran oficialmente denominados Modelo 1941 y los T-34 de torreta hexagonal (Modelo 1943) eran oficialmente el Modelo 1942. Los T-34 capturados por Alemania eran designados como Panzerkampfwagen T-34(r).[cita requerida]

#### Tanques
El T-34 (T-34/76) era el tanque original con el cañón de 76,2 mm. Entre paréntesis la designación alemana.
- Modelo 1940 (T-34/76A): una primera producción con el cañón L-11 de 76,2 mm en una torreta de dos hombres.
- Modelo 1941 (T-34/76B): la producción principal con mayor blindaje y el cañón F-32 de 76,2 mm.
- Modelo 1942 (T-34/76C): con muchas mejoras de menor importancia en la fabricación.
- Modelo 1943 (T-34/76D, E y F): con una nueva torreta hexagonal fundida, los alemanes les dieron el sobrenombre de Mickey Mouse, debido a su apariencia cuando las dos escotillas estaban abiertas. La producción principal tenía una nueva cúpula de comandante.
- T-34/57: una pequeña cantidad de T-34 desde 1941 a 1943 fueron armados con el cañón rápido ZIS-4 de 57 mm para ser utilizados como cazacarros. Este cañón tenía mejor penetración que el F-32 (140 mm de acero a 500 m, frente a 90 mm), pero el tamaño del proyectil no permitía suficiente carga explosiva para blancos no blindados.
- OT-34: tanque lanzallamas, reemplazando la ametralladora del casco, generalmente un Modelo 1942 con el lanzallamas ATO-41 o un Modelo 1943 con el ATO-42. Mayormente participaron en la Batalla de Moscú con buenos resultados según informes soviéticos.

El T-34M, un prototipo avanzado de 1940 (A-43), con mejor blindaje, una torreta hexagonal de tres hombres, suspensión de barra de torsión e incremento de munición y combustible. Se construyeron cinco chasis, pero el programa se abandonó cuando comenzó la guerra. El programa sirvió para el diseño de la torreta del T-34 Modelo 1943, y fue reiniciado para el tanque T-44.
El T-34-85 tenía mejoras importantes, una nueva torreta de tres hombres y un cañón de 85 mm.
- Modelo 1943: una producción corta en febrero-marzo de 1944 con el cañón D-5T de 85 mm.
- Modelo 1944: la producción principal, con el cañón más sencillo ZIS-S-53 de 85 mm, la radio trasladada del casco a la torreta con una disposición mejorada y una nueva mira óptica para el artillero.
- Modelo 1945: cambios introducidos gradualmente durante 1944-46, mejora de la cúpula del comandante, sistema de humos TDP (Tankovoy Dimoviy Pribor), ventiladores delante y atrás de la torreta.
- Modelo 1946: producción posguerra, formalizando el Modelo 1945, con un motor mejorado V-2-34M, nuevas ruedas y mejoras de menor consideración.
- Modelo 1960: programa de reutilización, motor V-2-3411, mejores sistemas de ventilación y lubricación, generador de batería, visores infrarrojos y una nueva radio.
- Modelo 1969 (o T-34-85M): un programa de reutilización con una nueva radio R-123 y equipo de visión nocturna. Mejoras mecánicas y un depósito externo adicional de 200 litros.
- T-34-85M1: un programa de reutilización polaco, similar al Modelo 1960.
- T-34-85M2: programa polaco, similar al Modelo 1969, con un sistema para vadeos profundos y esnorquel.
- OT-34-85 (o TO-34): un tanque T-34-85 con el lanzallamas ATO-42.

Se continuó realizando varias mejoras en los T-34/85, incluyendo programas de restauración en 1960 y 1969. Los modelos del T-34-85 son muy similares externamente.
El desarrollo en preguerra de un T-34 más avanzado fue continuado de nuevo en 1944, produciendo el T-44. El nuevo tanque tenía un diseño de torreta basado en la del T-34-85, pero con un nuevo chasis con suspensión de barra de torsión y un motor montado transversalmente. Tenía un perfil más bajo que el T-34/85 y era más sencillo de fabricar. Se construyeron entre 150 y 200 de estos tanques antes del fin de la guerra. Con algunas modificaciones, una nueva torreta y cañón se convirtió en el T-54, que comenzó a fabricarse en 1947.

#### Otros vehículos blindados
- PT-34, blindado barreminas, construido generalmente con el chasis del T-34 Modelo 1943 o el T-34/85.
- MP-34, posapuentes hechos a partir de viejos tanques reconstruidos en el campo de batalla o instalaciones de reparación. Estos se utilizaban para operaciones de cruce de ríos, y eran recuperados posteriormente.
- Cañones autopropulsados, SU-85, SU-100 y SU-122, utilizaron como base el chasis del T-34.

Tras la Segunda Guerra Mundial, algunos T-34 eran armados con obuses de 122 mm como artillería autopropulsada en Siria y Egipto.

#### Vehículos de apoyo
Se construyeron muchos vehículos de apoyo, grúas e incluso tractores civiles con el chasis del T-34 al comienzo de la guerra, que se utilizaron hasta los años 1990. La gran mayoría eran conversiones de tanques antiguos o dañados y cañones autopropulsados.
- T-34-T (Tyagach), tractor
- SPK-5 (1955), grúa de diez toneladas
- SPK-5/10M, versión mejorada del SPK-5, con una grúa hidráulica
- T-34-TO (Tejnícheskoye Obslúzhivaniye), mantenimiento técnico
- VT-34, vehículo de recuperación checoslovaco
- CW-34, variante del VT-34 polaco
- WPT-34 (1960), vehículo de reparación y mantenimiento polaco.

#### Datos de los modelos
| | T-34 Modelo 1940 | T-34 Modelo 1941 | T-34 Modelo 1942 | T-34 Modelo 1943 | T-34-85           | T-44              |
| --------------------------------------------------------------------------------------------------- | ---------------- | ---------------- | ---------------- | ---------------- | ----------------- | ----------------- |
| Peso                                                                                                | 26 t             | 26,5 t           | 28,5 t           | 30,9 t           | 32 t              | 31,9 t            |
| Cañón                                                                                               | L-11 de 76,2 mm  | F-32 de 76,2 mm  | F-32 de 76,2 mm  | F-34 de 76,2 mm  | ZiS-S-53 de 85 mm | ZiS-S-53 de 85 mm |
| Munición                                                                                            | 76 proyectiles   | 77 proyectiles   | 77 proyectiles   | 100 proyectiles  | 60 proyectiles    | 58 proyectiles    |
| Combustible                                                                                         | 460 L            | 460 L            | 610 L            | 790 L            | 810 L             | 642 L             |
| Autonomía en carretera                                                                              | 300 km           | 400 km           | 400 km           | 465 km           | 360 km            | 300 km            |
| Blindaje                                                                                            | 15–45 mm         | 20–52 mm         | 20–65 mm         | 20–70 mm         | 20–90 mm          | 15–120 mm         |
| Precio                                                                                              |                  | 270.000 rublos   | 193.000 rublos   | 135.000 rublos   | 164.000 rublos    |                   |
| Notas: Las dimensiones, velocidad en carretera y potencia del motor no variaron significativamente. |                  |                  |                  |                  |                   |                   |

## Combate

### Segunda Guerra Mundial

#### Operación Barbarroja
Los T-34 tuvieron su bautismo de fuego en la Guerra de Invierno de 1939 a 1940 entre la URSS y Finlandia. Cuando Alemania lanzó la Operación Barbarroja, el ejército Rojo tenía miles de tanques ligeros, medios y pesados. El 22 de junio de 1941 los T-34 eran un 5 % del total de todos esos tanques, con la cifra de 1225 tanques (de ellos 832 destinados en los distritos militares del Oeste de la URSS).
El T-34 se utiliza a menudo como símbolo del eficaz contraataque soviético a los alemanes. La aparición del T-34 en el verano de 1941 fue un choque psicológico para los soldados alemanes, que habían sido preparados para enfrentarse en Rusia a un enemigo inferior. El diario de Alfred Jodl muestra cómo fueron tomados por sorpresa con la aparición del T-34 en Riga. Hasta 1941 las divisiones Panzer alemanas habían tenido éxito, no siempre por tener mejores tanques sino por tener tácticas mejores y personal más preparado. Ahora en Rusia se encontraban inesperadamente con una serie de tanques rusos contra los cuales sus Panzer III quedaban totalmente superados y muchas de sus armas antitanques eran inefectivas.

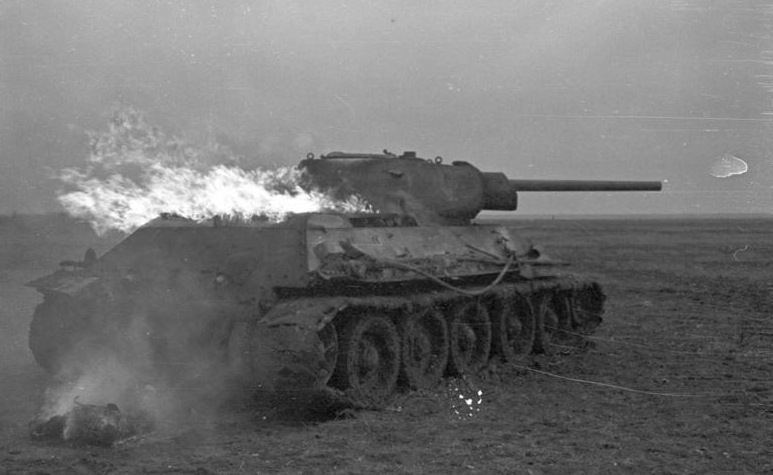
Un T-34 destruido por los alemanes.

El T-34 podía dejar fuera de combate a todos los tanques alemanes de 1941. Sin embargo, el nuevo tanque sufría de varios problemas mecánicos, especialmente en su transmisión y embrague; al menos el 50 % de las pérdidas totales durante el primer verano eran debido a estos fallos mecánicos en vez del fuego enemigo. Existía escasez de equipos de recuperación y reparación, unida a la inexperiencia de muchos soldados que provocaba que abandonaran sus tanques al oír los primeros disparos enemigos. No era raro que los primeros T-34 fuesen a combate llevando una caja de cambios de repuesto sobre el capó del motor. Estos problemas mecánicos fueron finalmente solucionados. A los problemas mecánicos se unieron, para fortuna de los alemanes, la poca preparación de los artilleros de los tanques y las tácticas pobres y poco flexibles de los rusos obligadas por la incompetencia de sus mandos. Por si todo lo anterior fuera poco algunos T-34 combatieron sin proyectiles antitanque perforantes y la mayoría de los T-34 ni siquiera recibieron proyectiles suficientes para tener su cargamento completo. Todo esto explica las grandes pérdidas iniciales de tanques T-34.

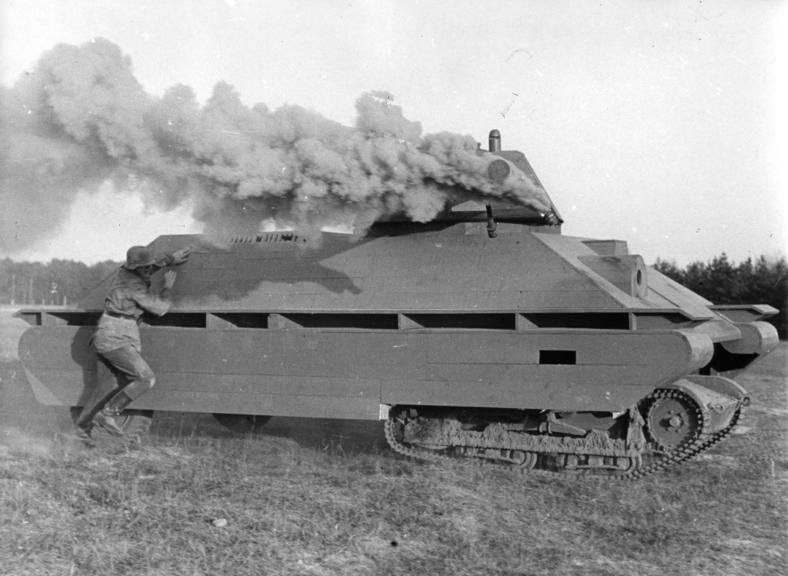
Un T-34 simulado empleado en instrucción de tanquistas alemanes. Se ha empleado un tanque TK-3 polaco capturado.

La mayor parte de los primeros encuentros con los tanques T-34 tuvieron lugar con los cañones remolcados antitanque de 37 mm pertenecientes a las divisiones de infantería. El primer encuentro de los tanques alemanes con los T-34 tuvo lugar el 22 de junio de 1941 en Ucrania. Una columna del 15.º Regimiento Panzer fue atacado por 30 tanques T-34 del Regimiento de Entrenamiento de Tanques de Lvov. Las pérdidas alemanas fueron de 3 Panzer IV y 2 Panzer III. Los alemanes perdieron bastantes tanques hasta el 8 de septiembre de 1941, algo que les acabaría pasando factura, pero el avance alemán fue imparable. El Ejército Rojo había perdido unos 11 000 tanques para finales de julio de 1941, incluyendo casi todos los T-34. A pesar de este aparente avance triunfal en muchas ocasiones los alemanes descubrieron que cuando se encontraban tanques T-34 su cañón antitanque PaK 38 de 50 mm. solo conseguía penetrarlo a distancias inferiores a los 100 metros y por la parte más delgada del blindaje lateral. La única táctica efectiva era emplear el cañón antiaéreo de 88 mm, todavía escaso en número o recurrir a los Ju-87 Stuka o al apoyo de la artillería. La experiencia de Barbarroja llevó a los alemanes a equipar a sus tanques con cañones más potentes e incrementar también el blindaje. Aunque pudieran ser temidos por los alemanes las tripulaciones de los T-34 carecían de suficiente experiencia para usar de manera efectiva sus tanques.
Durante el invierno de 1941-1942 los T-34 volvieron a dominar a los tanques alemanes gracias a su capacidad de moverse sobre fango o nieve sin quedarse atascados. Los tanques alemanes no se podían mover en los mismos terrenos de nieve y barro que el T-34 podía. La infantería alemana, que en ese momento estaba armada con cañones antitanque PaK 36 de 37 mm y PaK 38 de 50 mm, no tenía medios efectivos para detener a los tanques T-34. Solo el bajo nivel del entrenamiento de las tripulaciones y la incapacidad de los mandos soviéticos habían evitado que el T-34 alcanzara mayor éxito hasta entonces. Durante la Batalla de Moscú el general Zhúkov organizó a los escasos T-34 en escuadrones autónomos y mejoró el entrenamiento, haciendo más efectiva la labor de los tanques. Las brigadas creadas para defender Moscú estaban compuestas por unos pocos T-34, pero quedó claro que era superior a los tanques alemanes. La suerte sonreía todavía a los alemanes, ya todavía había un número insuficiente de tanques T-34.
A partir de 1942 la situación fue mejorando para el T-34. Aunque las pérdidas rusas eran enormes los alemanes empezaban a sentir el peso acumulado de todas las pérdidas infligidas a sus tanques. La interrupción provocada por llevar la producción a los Urales pasó y cada vez más T-34 llegaban al frente. El T-34 fue esencial para resistir la ofensiva de verano alemana en 1942, y para después ejecutar la maniobra de doble cerco sobre Stalingrado. Durante la batalla de Stalingrado los T-34 se emplearon en grandes números y destruyeron muchos tanques Panzer III y Panzer IV, así como a los tanques italianos M13/40 y rumanos TACAM R2. En Stalingrado la fábrica de tractores producía el tanque T-34, y muchos se semienterraban para convertirlos en fortines.

#### Estabilización
Entre junio y diciembre de 1941 un total de 3017 T-34 se entregaron al ejército, habiéndose fabricado 3111 tanques. Frente a ellos se estima que los alemanes desplegaron en el mismo periodo en el frente ruso unos 2686 tanques Pz.III, Pz.IV y cañones de asalto StuG. Así pues, si contamos los 1563 KV I y KV II rusos, la inferioridad numérica alemana hubo de ser compensada por un mejor uso de los tanques, mejores mandos, mejores tácticas y mejor entrenamiento. LOs 2300 tanques T-34 perdidos en combate hubieran sido inasumibles para cualquier otro ejército. El año 1942 vio al T-34/76 como el tanque estándar, combatiendo a los tanques Pz.III con cañón largo de 50 mm y Pz IV, estos equipados mayoritariamente con el cañón corto L/24 de 75 mm. En 1942 los Pz.IV y StuG con cañones largos L/43 o L/48 de 75 mm eran todavía escasos. Aun así los rusos perdieron 6600 tanques T-34 durante el año 1942, una proporción similar a la del año 1941. Las tripulaciones rusas todavía no habían aprendido a detectar a los tanques enemigos ni a dirigir el fuego contra ellos antes de que los alemanes dispararan contra ellos desde posiciones ventajosas en que podían alcanzar los puntos débiles de los T-34/76.

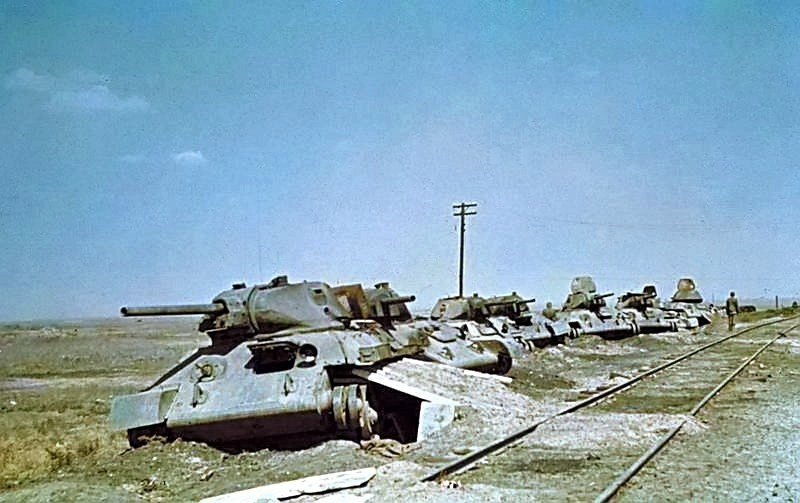
Columna de tanques T-34 destruidos o abandonados en las afueras de Stalingrado ante el avance de la ofensiva alemana de 1942.

El énfasis del Ejército Rojo en 1942-1943 se centraba en la reconstrucción de las pérdidas de 1941 y en mejorar las habilidades tácticas. La producción del T-34 creció rápidamente, pero el diseño estaba congelado: generalmente, solo se aceptaban los cambios que acelerasen la producción. Los diseñadores soviéticos estaban bien informados de la necesidad de corregir ciertas deficiencias del diseño, pero esas mejoras habrían costado tiempo de producción y no fueron adoptadas. A mediados de 1943, la producción de T-34 era de unos mil tanques al mes, mucho más alta que la producción alemana. Sin embargo, las pérdidas soviéticas superaban a las alemanas debido a la inferioridad táctica, falta de entrenamiento de las unidades, una cadena de mando defectuosa y la escasez de radios en los tanques. A mediados de 1943, la producción de T-34 era de unos mil tanques al mes. Mientras los tanques alemanes, británicos y estadounidenses tenían una torreta con tres tripulantes (comandante, artillero y cargador) que permitía que el comandante concentrarse en dirigir y coordinar en el T-34 esto no era así.
En 1943 el 63% de las pérdidas de tanques alemanes se atribuyó a los T-34. Aun así los tanque rusos siguieron sufriendo grandes pérdidas a manos de los alemanes. Para los rusos este nivel de pérdidas tampoco era ya sostenible en 1943. El año 1943 vería diversos acontecimientos que provocarían mejoras en los tanques alemanes y rusos.

#### Cambios alemanes en la guerra
Como respuesta al T-34, los alemanes comenzaron a introducir un gran número de cañones antitanque de alta velocidad PaK 40 de 75 mm, tanto remolcados como autopropulsados. En la primavera de 1942 las unidades de primera línea comenzaron a recibir cañones Pak 40 y Panzer IV F armados con un cañón largo KwK 40 L/43 de 75 mm. Además, comenzaron a utilizar el nuevo tanque Tiger I a finales de 1942 y el tanque medio Panther en 1943. A la mitad de la guerra, el T-34 ya no poseía la superioridad técnica contra los tanques alemanes. Las proporciones de pérdidas continuaban desfavorables para los soviéticos, aunque curiosamente se redujeron un poco. El problema a afrontar consistía en gruesos blindajes que el cañón ZIS-5 de 76,2 mm no podía hacer frente, por lo que se necesitó una mejora del T-34.
A partir de finales de 1942 los soviéticos mejoraron tácticamente y su abrumadora superioridad en tanques frente a los alemanes jugó un punto crucial. La aparición del T-34-85 a principios de 1944 le dio al Ejército Rojo un tanque con mejor potencia de fuego y movilidad que los Panzer IV (incluyendo la versión H de este) y Sturmgeschütz III, aunque el blindaje seguía estando por debajo del Panther, la potencia de fuego se equilibraba mucho y el Panther, casi impenetrable frontalmente a largas distancias empezó a ser vulnerable a distancias de entre 500 a 1000 metros gracias al nuevo cañón que portaba esta versión mejorada del T-34. Su calibre 85 mm podía perforar 100 mm de blindaje a 1000 metros lo que dejaba a los Tigers alemanes en situaciones comprometidas si la distancia entre ambos vehículos se acortaba lo suficiente.

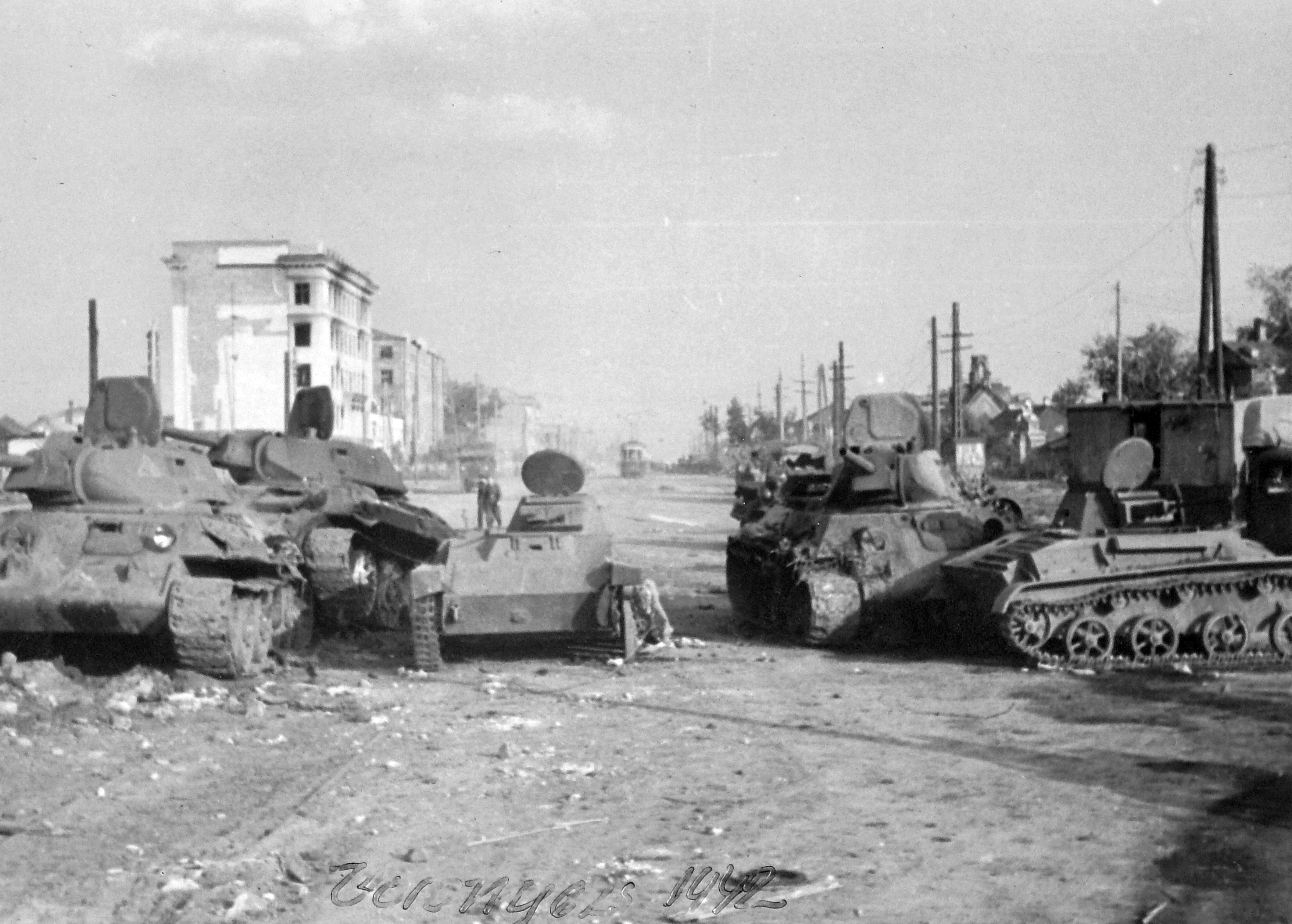
Columna de tanques destruidos o abandonados en Vorónezh en octubre de 1942.

En 1943 ya estaba claro que el T-34 había perdido su ventaja em blindaje y potencia de fuego respecto a alemanes. Entre julio y septiembre de 1943 se perdieran 9000 tanques rusos frente a 2200 alemanes. Sin embargo, las fábricas soviéticas podían reponer las pérdidas, mientras que las alemanas no podían hacerlo. Si a comienzos de la guerra, solo el 5 % de los tanques soviéticos eran T-34; esto ya se había incrementado hasta el 50 % o 60 % a mitad de 1943, e incluso sería más al final de la guerra. En ese momento, los T-34 habían sustituido a los modelos antiguos de tanques y estaban disponibles en grandes cantidades, aunque los nuevos tanques alemanes como el Panther, inspirado en el T-34, los sobrepasaban. A final de la guerra, los tanques pesados IS-2 también estaban mejor blindados y armados que los T-34, que los Panther, Tiger I e incluso en el mantelete del chasis superaba por 7 mm al del Tiger II.
A mediados de 1943 en la batalla de Kursk el T-34 se enfrentó a los tanque Tiger I y Panther. Dado que no podían pelear de igual a igual los T-34 se vieron obligados a atacar en grandes oleadas, lo que significó la pérdida de cientos de tanques T-34. En la lucha alrededor del poblado de Prójorovka confluyeron 1200 tanques. Los Tiger y Panther permanecieron estáticos mientras los T-34 maniobraban a su alrededor tratando de alcanzarlos en los laterales o en la parte trasera. Un total de 21 choques fueron registrados entre tanques rusos y alemanes en la batalla de Kursk.

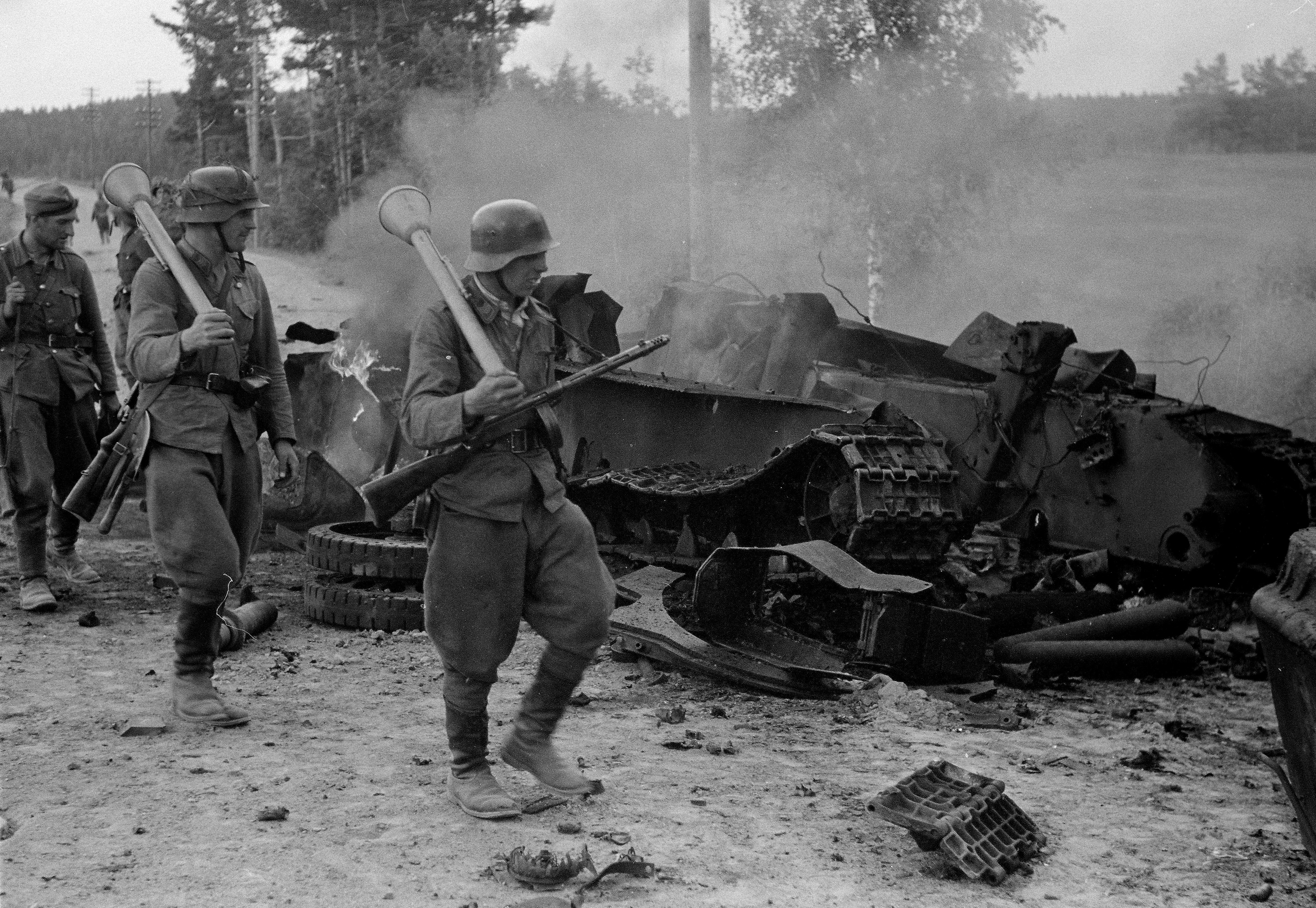
Tropas finlandesas contemplan un tanque T-34 destruido.

Tras la Operación Ciudadela los T-34 continuaron luchando en Ucrania, pero ante la falta de tanques alemanes sus objetivos eran los cañones antitanque, tanto fijos como instalados sobre blindados. Los alemanes se equiparon con cañones autopropulsados, instalando cañones de 75 mm, 76 mm o 88 mm en todos los vehículos blindados que tenían a mano, para de este modo compensar su inferioridad numérica en tanques con estos cazacarros.
Dada la inferioridad del T-34, comparado con el Tiger I alemán en 1943 se encargó el diseño de un nuevo cañón de 85 mm para la munición antitanque del M1939. Así apareció el nuevo cañón D-5 de 85 mm, que fue montado en el chasis del cañón autopropulsado SU-122 para crear el cazatanques SU-85. La torreta del nuevo tanque T-34/85 fue diseñada para el cañón D-5, lamentablemente no podía instalarse otro cañón.
A finales de 1943 se instalaron cúpulas de comandante en el T-34, mejorando la visión del terreno. También se empezó a usar el periscopio MK-4 en el T-34. Estos cambios mejoraron el rendimiento del T-34 en el combate.

#### Aparece el T-34-85
Tras años de bloquear mejoras para evitar afectar a la producción las mejoras en tanques alemanes hacían inevitable un nuevo modelo mejorado. Apareció en 1943 el T-34-85, armado con un cañón más potente de 85 mm y con una tripulación de cinco hombres. El T-34/85 podía causar problemas al Tiger a 500 metros si le acertaba en la torre, a 200 si lo hacía en el frontal de la torre, y a 100 si era en la plancha frontal. El Ejército Rojo comenzó a recibir los tanques T-34-85 en marzo de 1944. Se dio preferencia a las formaciones de la Guardia, aunque también lo recibieron formaciones mixtas debido a la necesidad de contar con el máximo número de T-34-85s para la ofensiva de verano. Mientras que solo había unos 300 tanques Panther en el frente oriental, la producción del T-34-85 era de unas 1200 tanques por mes. En junio de 1944, la mayoría de cuerpos mecanizados habían sido reequipados con el T-34-85. En junio de 1944 se lanzó la Operación Bagration, que consiguió destruir gran parte del Grupo de Ejércitos Central, siendo la derrota más aplastante de Alemania en toda la Segunda Guerra Mundial.

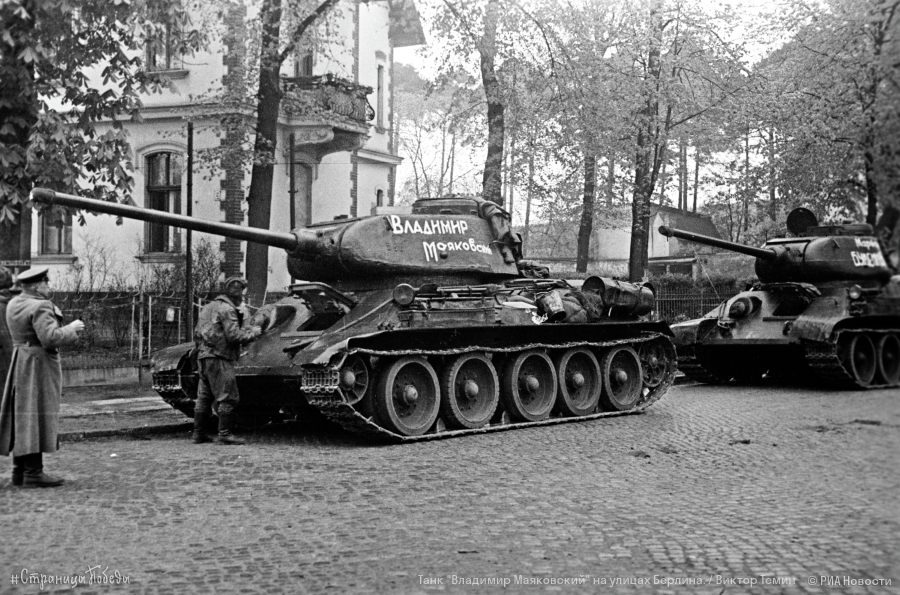
Tanques T-34/85 en Berlín.

A medida que los T-34 se adentraban en Alemania a los tanques y cañones antitanque se unió un nuevo enemigo. Los alemanes empezaron a contar con cientos de lanzagranadas antitanque Panzerfaust. Las granadas de carga hueca eran letales para cualquier tanque, y la cada vez más frecuente lucha en el ámbito urbano facilitaba esconderse a los soldados que lo empleaban. Durante la Batalla de Berlín cientos de T-34 fueron destruidos por estos lanzagranadas, disparados desde posiciones ocultas entre las montañas de escombros. Un grupo de voluntarios franceses de la 33.ª División SS destruyeron 128 tanques en uno de estos combates.
En marzo de 1945 se pintaron bandas blancas en los lados de la torreta de los T-34. Estas servían para la identificación desde el aire, para evitar que fueran atacados por error por aviones aliados. En noviembre de 1944 cazas P-38 Lightning americanos habían atacado por error una columna soviética cerca de la ciudad de Niš, en el sur de Yugoslavia.
Se ha comparado el T-34 con el tanque medio estadounidense M4 Sherman y el alemán Panzer IV. Cada tanque era la columna central de las unidades blindadas de sus respectivos ejércitos. Los tres eran buenos diseños en el momento en que aparecieron. Los tres tanques fueron mejorados significativamente sin mucha pérdida de efectividad. Los tres tanques eran fiables mecánicamente y podían ser mantenidos en condiciones difíciles. Pero el Sherman y el T-34 podían ser producidos en cadena y en grandes números, no así el Panzer IV. Sin embargo, ninguno de los dos primeros tanques podía enfrentarse directamente a los mejores tanques alemanes, Panther y Tiger, en términos iguales, pero esto no sería una comparación fácil, pues los blindados alemanes eran vehículos pesados más comparables con los tanques pesados soviéticos IS-2.
Los tanques estaban preparados para varias tareas en el campo de batalla, como apoyo de infantería y aprovechamiento. El enfrentamiento entre tanques era muy importante. La producción alemana estaba limitada a un pequeño número de vehículos superiores pero complejos. La decisión soviética de fabricar una gran cantidad de T-34, mejorando y simplificando el diseño, fue una opción mejor que ayudó a la victoria final.

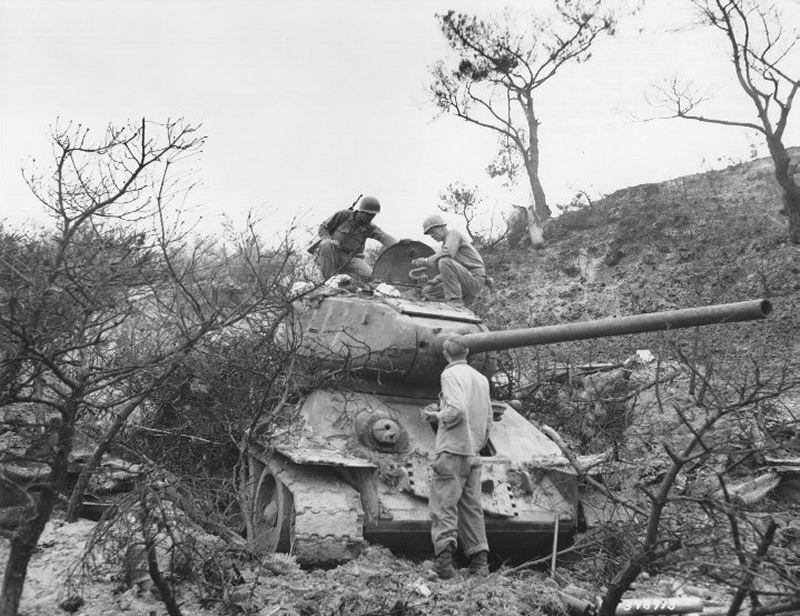
Soldados estadounidenses examinando un T-34-85 capturado en la guerra de Corea.

### Experiencias de combate

#### Tácticas de combate
Los alemanes contaban en 1941 con varios modelos de carros de combate: el Panzer II debía atacar a la infantería enemiga; el Panzer III o Pz.III debía enfrentarse a los tanques enemigos y el Panzer IV o Pz.IV debía cubrir a los anteriores. Los diseños alemanes eran buenos y ergonómicos, pero el sistema de producción era lento. Desde que en la Guerra Civil los Panzer I se enfrentaron a los carros soviéticos de que disponían los republicanos los alemanes eran conscientes de la importancia de buenas tácticas. En Polonia los tanques alemanes fueron presa fácil para los escasos cañones antitanques enemigos, por lo que se dio todavía mayor importancia a mejorar sus tácticas y tanques. Los batallones dejaron de ser autónomos para actuar junto al resto de la división, logrando mayor concentración y una pegada más fuerte. Se enfatizo la agresividad y a la flexibilidad operativa. Las tripulaciones fueron instruidas en parar el tanque para apuntar mejor y asegurarse el blanco. La instrucción y comunicación entre tanques era fundamental. La limitación alemana era la incapacidad de la industria para producir suficientes tanques para equipar a sus unidades.
En junio de 1941 la Wehrmacht contaba con 3648 tanques. Frente a ellos se estima había más de 15 000 tanques rusos. La diferencia que inclinó la balanza a favor de los alemanes estaba en la táctica, la experiencia y la coordinación. A pesar de una desventaja numérica de al menos seis tanques a uno, los alemanes se mostraron superiores durante años.
Por parte rusa en 1941 no se disponía de un plan coherente de defensa. Las purgas llevaron a que una gran cantidad de oficiales jóvenes e inexperimentados accedieran a mandos superiores a sus capacidades. El propio Ejército Rojo destruyó de un plumazo diez años de experiencia táctica. Se concentraron efectivos en la frontera, pero la mayor parte de fuerzas soviéticas se encontraban desperdigadas. Además los defensores estaban concentrados en una estrecha línea, por lo cual fueron rodeados fácilmente. La táctica alemana cada vez que encontraban resistencia era realizar un bombardeo inicial y a continuación las unidades de tanques rompían el frente en puntos diferentes, atacando las líneas de comunicaciones y formando una bolsa con los soldados enemigos. Los tanques alemanes atacaban en cuña con grupos de 50 o 60 carros y por un estrecho frente de un kilómetro de ancho. Los primeros tanques T34 causaron problemas, pero su empleo y número no eran los adecuados para frenar el avance.
- Tácticas de Tanques Rusas: Los T-34 se situaban en posición defensiva y cubriendo una retirada, normalmente emboscados a lo largo de un camino o en los extremos de bosques o pueblos. Gracias a su velocidad un T-34 podía moverse para buscar una nueva posición. Gracias a su cañón el T-34 podía disparar a distancias de 1200 a 1800 metros, eligiendo la distancia a la cual comenzar el combate.

- Tácticas de Tanques alemanes: Debido a que los cañones de 50 mm. solo podían penetrar el flanco de un T-34 a corta distancia, las siguientes tácticas fueron empleadas:

1. Atraer y fijar frontalmente al T-34 ofreciéndole un Pz.III para el combate. El tanque alemán empleaba una posición con el casco protegido (hull down) o se movía en zig-zag para dificultar a los rusos hacer blanco. Cuando se disponía de un Pz.IV este era el elegido como oponente frontal.
2. Simultáneamente y aprovechando el terreno al máximo para ocultarse dos Pz.III flanqueaban al T-34 por para destruirlo a corta distancia disparándole en los puntos débiles.[26]
3. Se hacía abundante uso de proyectiles de humo para cegar al T-34 y ayudar a los otros tanque en su flanqueo del enemigo. Es igualmente posible que el enemigo piense que el humo es gas venenoso y rompa el contacto.
4. Si los rusos estaban en situación de superioridad numérica los tanques alemanes buscaban crear una barrera de fuego arrolladora con sus disparos. De este modo se buscaba romper la resistencia rusa y obligar a los tanques a romper el contacto.[44]

Con la aparición de tanques armados con nuevos cañones de 75 mm y 88 mm los alemanes usaron nuevas tácticas. Ya no hacía falta pegarse a los T-34 para destruirlos. Los T-34 podían ser destruidos antes de que llegaran a una distancia que los volviera peligrosos. Los tanques alemanes siguieron maniobrando audazmente por la llanura rusa. Así, con menos tanques pero más poderosos lograron imponerse.

#### Defectos y virtudes en combate
- El T-34 tenía 4 tripulantes, uno menos que los tanques con que competía. El comandante del tanque a su vez era el artillero apuntador, además de su labor principal de vigilar el entorno, y mandar al resto de la unidad si era el jefe de la misma, recordemos que no había radio más allá de la comunicación con otros líderes de la unidad. Además el cargador debía ir siguiendo la cureña del cañón para recargarlo ya que la torreta no disponía de "cesta". Estos problemas fueron solucionados con la llegada del T-34-85, en 1944.
- La cúpula de comandante, que permitía una mejor visión, sólo fue instalada en el T-34 a partir de las últimas unidades del modelo 1943. Hasta entonces era difícil desde el interior tener una buena visión.
- Lo angosto del espacio interior convirtió al T-34 en una ratonera en caso de recibir un impacto. Si un T-34 se incendiaba normalmente los tripulantes no podían salir. En los tanques alemanes la probabilidad de escapar de un tanque en llamas era un 70 %. En los T-34 solo un 25 %.
- Debido a su blindaje inclinado el conductor sufría el efecto túnel, solo veía lo que tenía delante con un ángulo pequeño y a pocos metros de distancia. Se dependía del comandante para cubrir los numerosísimos puntos ciegos.
- La falta de aparato de radio en los primeros T-34 dificultaba coordinarse con otros tanques y saber lo que pasaba.
- Las ópticas empleadas en el T-34 para apuntar el cañón dejaron bastante que desear hasta el final de la guerra.
- Estaba muy bien protegido para los estándares de 1941, sobre todo teniendo en cuenta que se trataba de un carro de combate medio.
- Tenía gran movilidad gracias a su elevada relación potencia/peso.
- El motor diésel del T-34 era ligero y bueno. Sin embargo tanto el motor como la caja de cambios se averiaban fácilmente. Esto fue solventado recuperando componentes de los T-34 averiados o destruidos, lo que de todos modos era necesario ante la falta de repuestos y depósitos logísticos en el Ejército Rojo.

#### Escaramuza en Ogledow
Una anécdota de los T-34-85 muestra la falta de entrenamiento de las tripulaciones alemanas hacia el final de la guerra, además de la versatilidad del cañón de 85 mm. El 12 de agosto de 1944 el teniente Aleksandr Oskin se encontraba realizando un reconocimiento armado en Ogledow (Polonia), al mando de su T-34-85 y una escuadra de infantería. Tras ver aproximarse una compañía alemana acompañada por granaderos Panzer (que resultó ser parte del 501 Batallón de Tanques Pesados), procedieron a ocultar el tanque mediante ramas y arbustos. Para su sorpresa, los alemanes en lugar de avanzar una patrulla de infantería para explorar, enviaron una patrulla de tres tanques sin acompañamiento, que además se introdujeron en el pueblo en fila india, como en un desfile, en lugar de desplegarse.
Oskin, creyendo erróneamente que se trataba de tres Panther tripulados por novatos, se dispuso a destruirlos antes de retirarse. Sin embargo, en realidad se trataba del nuevo Tiger II, sobre el cual el ejército soviético aún no tenía datos. Frente al pueblo, contando los tres adelantados, se hallaban ocho tanques de los 20 que habían iniciado la marcha horas antes; el resto se había retrasado por problemas mecánicos. Al acercarse la patrulla Oskin se dio cuenta de su error. Pero la situación era tan favorable que decidió probar suerte: se hallaba en una posición oculta, con proyectiles perforantes BR-365P de sobra, a tan solo 200 metros, justo en el flanco de un enemigo que avanzaba en fila sin infantería de acompañamiento, y desenfilado del resto de su fuerza principal, con lo que estaría más allá de toda ayuda exterior durante varios minutos.
El primer disparo impactó en el blindaje lateral de la torreta del segundo Tiger II. El impacto provocó una explosión interna que mató a toda la tripulación, pero como el tanque seguía en movimiento, Oskin acabó disparándole hasta cinco veces más. Los otros dos Tiger II no lograban localizar a los rusos a causa del humo y el polvo, giraron las torretas en la dirección adecuada. Los tres impactos siguientes, a pesar de ser realizados con proyectiles perforantes, rebotaron en el grueso blindaje frontal del Tiger II de cabeza. Pero con el cuarto disparo Oskin logró un impacto de fortuna en el anillo de la torreta, provocando otra explosión interna. El tercer Tiger II, incapaz de localizar la fuente de los disparos, se dio por vencido y recibió un impacto en el motor mientras se retiraba, quedando también inutilizado.

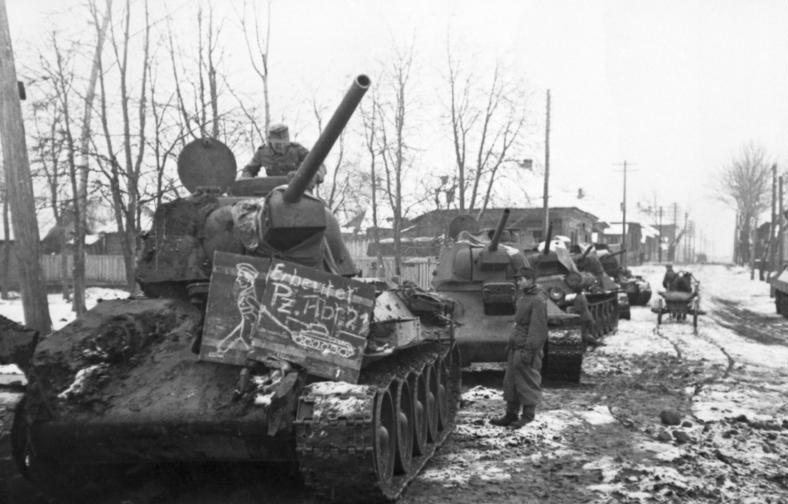
Enero de 1944. Una columna de tanques T-34 en servicio con el ejército alemán. El cartel parece indicar la unidad.

En los combates subsiguientes el batallón 501 perdió 11 tanques más, para un total de 14, algunos lo bastante íntegros para permitir a los soviéticos analizar el nuevo modelo.

### Panzerkampfwagen T-34
Los alemanes se vieron sorprendidos por el T-34 cuando invadieron Rusia. Fruto de su admiración en 1942 sopesaron copiar el tanque y finalmente desarrollaron el Panzerkampfwagen Panther V, que incorporaba muchas características del diseño de los T-34.
Muchos T-34/76 fueron capturados y empleados por los alemanes como Panzerkampfwagen T-34 747(r). Su empleo no fue algo temporal, ya que estuvieron en servicio hasta el final de la guerra. Los T-34/76 fueron capturados en gran número desde 1941 hasta mediados de 1943. Debido a las necesidades materiales los alemanes no hacían ascos a emplear el mayor número de blindados capturados. Los primeros T-34/76 alemanes entraron en servicio en la 1.ª, 8.ª y 11.ª División Panzer en el verano de 1941. Como se consideró que el utilizar los tanques capturados era peligroso los alemanes pintaban marcas de grandes dimensiones. Además la cruz gamada era pintada en la parte superior de la torreta para evitar que la Luftwaffe los atacara. Los T-34 capturados se empleaban en pequeños grupos, como apoyo de infantería o en reconocimiento. También fueron empleados como tractores de artillería y municiones. Algunos T-34(r), se convirtieron en blindados antiaéreos, armados con cuatro cañones de 20 mm L/115. Si el tanque estaba gravemente dañado se intentaba emplearlo como posición fortificada o para pruebas y entrenamiento. Así muchos T-34 acabaron montados sobre vagones y utilizados en trenes blindados.

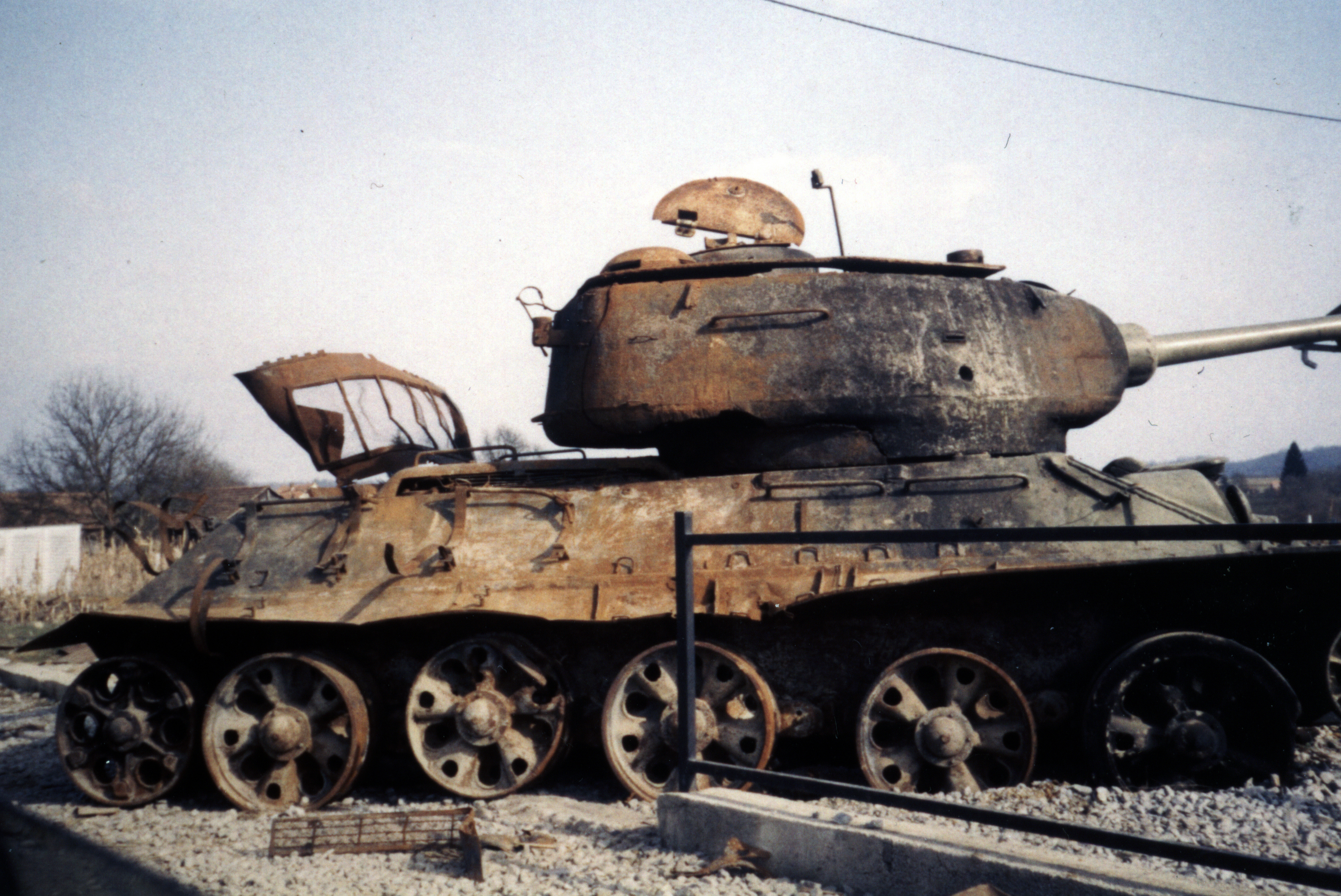
Un tanque yugoslavo T-34-85 destruido en Karlovac en 1992 (guerra de Croacia).

Desde fines de 1941 los T-34 capturados fueron transportados a Riga para reparaciones y modificaciones. Desde 1943 Mercedes-Benz se encargó de la reparación y modificación de los T-34. Estos trabajos consistían en instalación de la cúpula del comandante, equipos de radio alemanes y a veces equipos no estándar. En 1943 las SS capturaron en Járkov unos 50 T-34 que fueron reparados en talleres de la ciudad. Las piezas de repuesto se conseguían también de vehículos capturados fueron mantenidos operativos.

## Guerra Fría
Tras la Segunda Guerra Mundial, los T-34-85 han sido utilizados por muchos países aliados o clientes de la Unión Soviética. Durante la guerra de Corea, en 1950, fueron la punta de lanza en la invasión a Corea del Sur. Se enfrentaron contra los tanques estadounidenses M4 Sherman, M24 Chaffee y M26 Pershing pero no contra los Centurión de las fuerzas de la ONU.
Los T-34 formaron parte de muchos ejércitos del Pacto de Varsovia y actuaron en la revolución húngara de 1956, también en Oriente Medio, la guerra de Vietnam, y más recientemente en la Guerra en Bosnia. Estos tanques han estado disponibles esporádicamente en Afganistán, aunque se desconoce si se han enfrentado contra tropas de la coalición, y Sadam Huseín aún tenía T-34 en su ejército a principios de los años 1990. Varios estados africanos, incluyendo Angola y Somalia han utilizado el T-34-85. Los T-34-85 cubanos han visto combate en África.

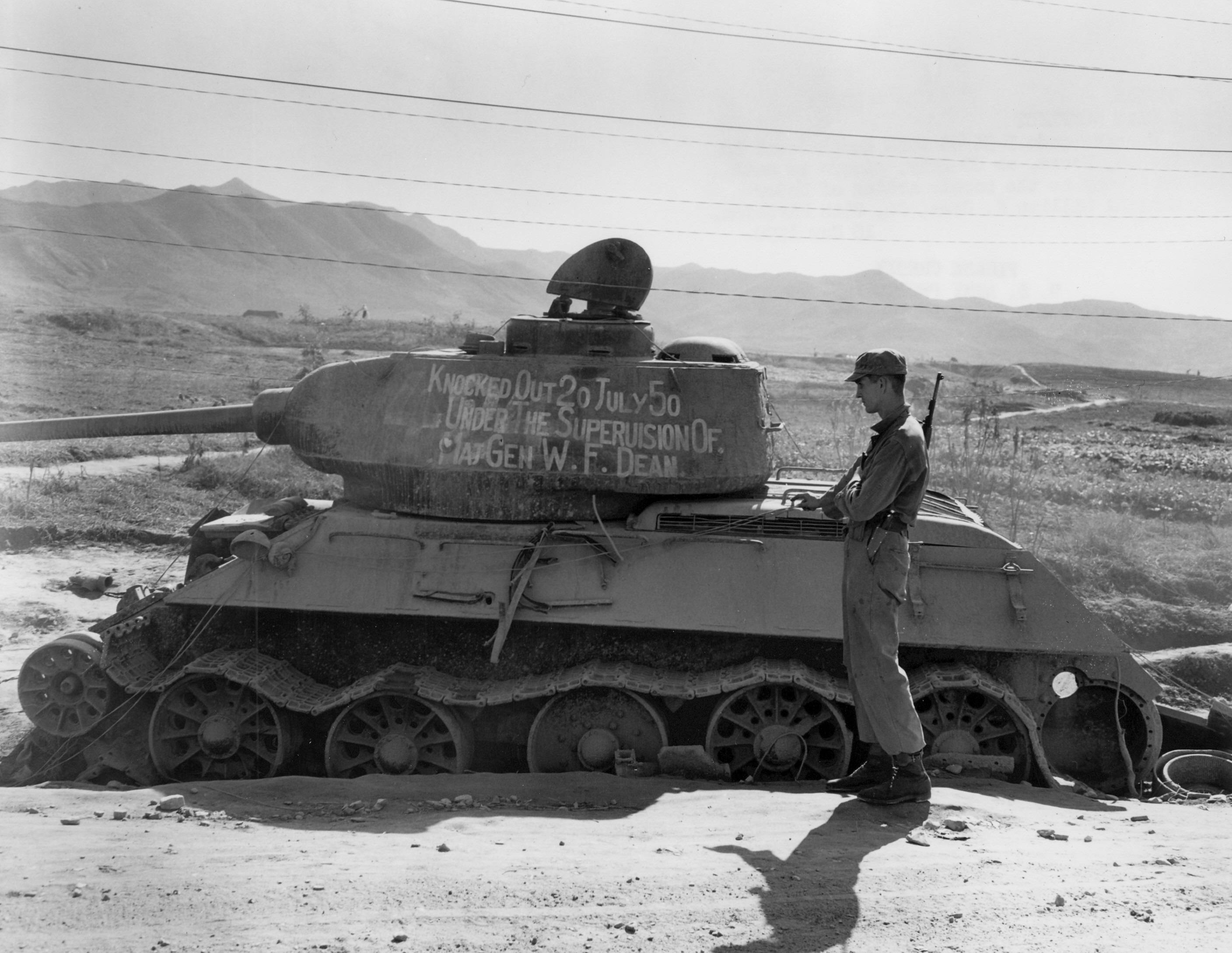
T-34/85 destruido por el general Dean en Taejon.

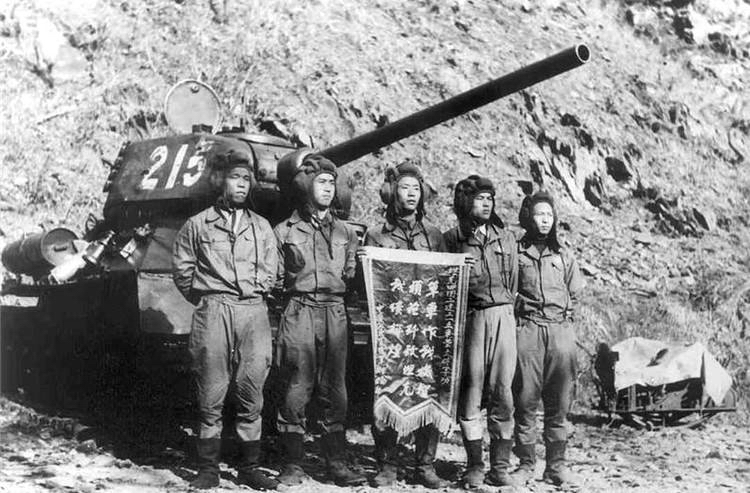
T-34/85 chino en Corea.

### Corea
En Corea el T-34/85 se enfrentó a los antiguos aliados de la URSS. Antes del estallido de la guerra la URSS equipó al Ejército Popular de Corea con más de 120 tanques modernos como el T-34/85. Los tanques norcoreanos apoyados por artillería atacaron a lo largo del paralelo 38, y los surcoreanos no pudieron detener el ataque. A principios de julio llegaron las fuerzas estadounidenses a Corea, equipadas con tanques.
El terreno montañoso de Corea impedía librar grandes batallas con tanques, por lo que normalmente se usaron en pequeños grupos. El 3 de julio de 1950, cuatro cazabombarderos F-80C atacaron una columna de T-34/84 norcoreana, que abrieron fuego contra los aviones y lograron derribar uno de los aviones con el cañón de 85 mm.
El primer combate entre el T-34-85 y otro tanque sucedió el 10 de julio de 1950 durante la Batalla de Taejon. Los proyectiles de 75 mm de los tanques M24 Chaffee demostraron ser ineficaces contra el blindaje frontal de los T-34/85 y dos M24 fueron rápidamente eliminados. El encuentro sólo se volvió contra los norcoreanos cuando la infantería estadounidense empleó sus lanzagranadas de 3,5 pulgadas, logrando destruir siete T-34.
El despliegue del M26 Pershing fue una desagradable sorpresa el 17 de agosto de 1950. El cañón de 90 mm de un M26 Pershing destruyó aquel día rápidamente tres T-34. Cuando los tanques M4 Sherman y más tarde los tanques M26 Pershing llegaron a Corea los T-34/85 de Corea del Norte encontraron un enemigo de su talla. Con la paridad en cuanto a tanques, las tripulaciones mejor entrenadas y preparadas tácticamente de Naciones Unidas superaron rápidamente a los norcoreanos, que a finales del año habían perdido casi 100 T-34-85 a manos de tanques, y el doble por los impactos de proyectiles lanzados desde aviones y lanzagranadas. Durante el mismo periodo, los T-34/85 norcoreanos destruyeron sólo 34 vehículos estadounidenses. En Corea el cañón 90 mm del M26 de demostró capaz de destruir al T-34/85 a distancias de más de 1000 metros con los proyectiles estándar APCBC. El proyectil HVAP a corta distancia era capaz de penetrar todo el casco del T-34/85, desde el frontal hasta la parte trasera.
Los tanques británicos también llegaron para oponerse a los T-34/85 norcoreanos. Los británicos desplegaron sus nuevos tanques Centurión y los tanques Cromwell se destinaron a reconocimiento. A los T-34/85 norcoreanos se unirían los T-34/85 que llegaron con el ejército chino. Los chinos desplegaron el Type 58, aversión local producida bajo licencia del T-34-85.

### Oriente Medio
El Ejército egipcio y el Ejército Sirio compraron varias docenas de T-34/85 a Checoslovaquia a mediados de los años 50. Los vehículos sirios se dejaron en color verde olivo apagado, el utilizado en aquella época por el Pacto de Varsovia. A finales de los años 60, los sirios convirtieron un pequeño número de carros T-34/85 en obuses autopropulsados, armados con un obús D-30 de 122 mm soviético. Estos vehículos entraron en combate durante 1973 en los Altos del Golán.
Durante la guerra del Sinaí de 1956 (Operación Kadesh), los T-34-85 combatieron contra los Sherman y AMX-13 del Ejército israelí. Los T-34 habían sido distribuidos entre las unidades de infantería. La única unidad blindada, la 1.ª brigada acorazada, fue atacada desde el aire cuando avanzaba desde Ismailia hacia Abu Agheila, perdiendo 70 tanques. Alrededor de una docena de T-34/85 fueron capturados por Israel y empleados para entrenar tanquistas. Los egipcios desplegaron algunos de sus T-34 en Yemen.
En 1963 Egipto empezó a recibir tanques T-54 y T-55, relegando a los T-34/85 a segunda fila. Durante la guerra de los Seis Días de 1967, Egipto perdió 251 T-34/85, casi un tercio de sus pérdidas totales de tanques. En el frente sirio se perdieron 73 tanques T-34/85. Tanques israelíes M-50 y M-51 a menudo lucharon en esta guerra contra el T-34/85, por ejemplo en la batalla de Abu-Ageila ).
Siria todavía operó algunos T-34-85 en la guerra de 1973, semienterrados en posiciones defensivas estáticas. Algunos T-34 sirios fueron equipados con un obús D-30 de 122 mm. Los egipcios hicieron lo mismo con sus T-34 después de 1967, usando en sus conversiones el cañón BS-3 de 100 mm y el obús D-30 de 122 mm.
Varios T-34/85 fueron cedidos a una de las milicias libanesas pro sirias a principios de los años 80. En marzo de 1981, Hungría suministró a la Organización para la Liberación de Palestina unos 60 carros T-34/85.

### Vietnam
En 1959 la URSS suministró tanques T-34/85 para que Vietnam del Norte creara sus unidades blindadas. Las copias chinas del T-34/85, los Type-58, fueron empleados por los vietnamitas. Cuando empezó la guerra los T-54/55 ya habían llegado y relegado a los T-34 al rol de apoyo a la infantería. Los oponentes de Vietnam del Sur eran los tanques M41 Walker Bulldog y hacia el final de la guerra el M48 Patton. En febrero de 1972 la URSS envió unos 40 T-34/85 en el paquete de armas que suministró a Vietnam para compensarle del alineamiento de China con EE. UU.
En 1971 los norvietnamitas hicieron frente a la ofensiva en Laos de Vietnam del Sur. Entre las unidades que se mandaron había tres batallones de tanques, uno de ellos equipado con 33 tanques T-34/85. Los T-34 quedaron en reserva y apenas llegaron a entrar en combate. En Laos los T-34/85 vieron combate en la provincia de Xieng Khouang, barriendo al ejército local.
El ejército de Vietnam del Norte operó al menos dos regimientos de tanques durante la ofensiva de 1972 en Quang Tri, combatiendo en desde el área desmilitarizada. Entre los tanques empleados había unos 60 T-34/85, que fueron destruidos por ataques de B-52. Vietnam del Sur capturó al menos un T-34/85 modificado con una torre abierta, con un cañón antiaéreo doble Tipo 63 de origen chino. En la ofensiva final de 1975 los T-34/85 apoyaron en la toma de Hue. Vietnam también usó un pequeño número de T-34/85 en la invasión de Camboya y en la guerra con China en febrero de 1979.

### Cuba
Uno de los lugares donde más decisivos fueron los T-34/85 fue en Cuba durante la Invasión de bahía de Cochinos en 1961. Unos 15 T-34 participaron directamente en los combates. Participaron activamente en los combates y fueron los primeros en entrar al último baluarte de los invasores, Playa Girón. Armados con diez M4 Sherman y 20 blindados M8 Greyhound, las fuerzas de invasión destruyeron un T-34/85 del gobierno cubano cuando avanzaron fugazmente desde su cabeza de playa. En total cinco T-34/85 fueron puestos fuera de combate. Mandando personalmente las fuerzas cubanas, Fidel Castro montó en el primero de una columna de T-34/85 que acabó con dos Sherman durante el contraataque.
Cuba realizó un primer pedido de armas a la URSS en abril de 1960. De inmediato se prepararon T-34M (T-34/85 modelo 1946) para su envío. A finales de 1960 ya cerca de 100 T-34/85 habían llegado a Cuba. Con igual rapidez se seleccionaron 25 dotaciones de las mejores y comenzaron a ser entrenados por instructores soviéticos. Los tanques fueron destacadas en los lugares más sensibles del país. Para abril de 1962 Cuba ya cotaba con 400 tanques T-34M. 
A finales de noviembre de 1976 algunos T-34 fueron enviados a Angola como parte de la Operación Carlota. En Angola participaron en los combates contra las fuerzas del FNLA.

### Chipre
En la invasión turca de Chipre en 1974 los 32 T-34-85 griegos suministradas por Yugoslavia pudieron detener el avance de 200 tanques turcos M47/48 Patton. Los griegos perdieron 12 tanques, incluyendo cuatro que fueron abandonados, contra 19 M48 Patton destruidos.

## Usuarios

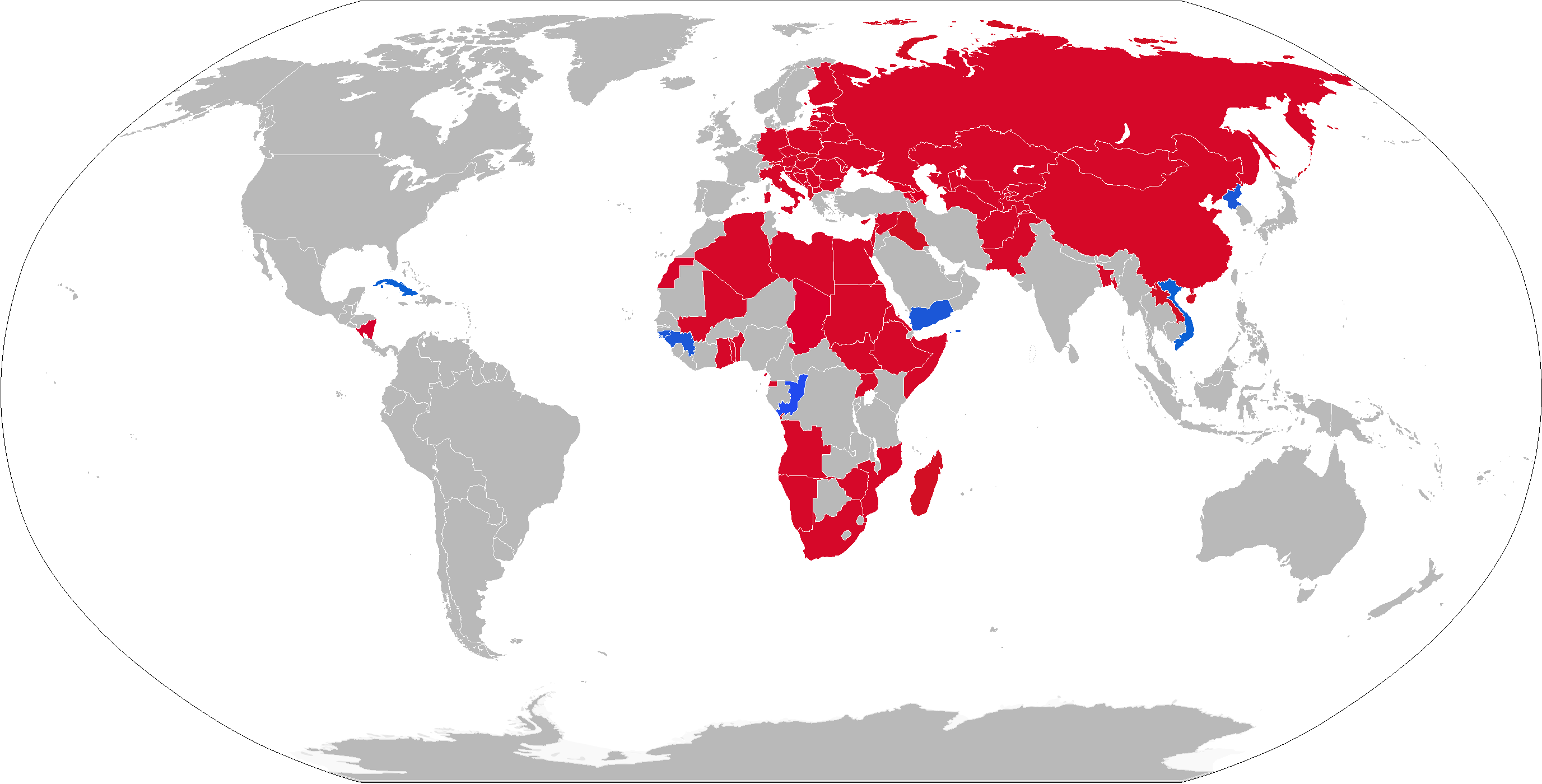
Usuarios del T-34.

Los T-34 han sido utilizados en cuarenta países, y en 1996 (señalado con un asterisco, *) continuaba en veintisiete de ellos.
Europa y América
- Albania*
- Alemania
  -  República Democrática Alemana
  -  Alemania nazi (capturados durante la Segunda Guerra Mundial)
- Austria
- Bulgaria*
- Chipre
- Checoslovaquia
- Cuba
- Finlandia
- Hungría
- Nicaragua*
- Polonia
- Rumania*
- Unión Soviética
- Yugoslavia*

Oriente Medio y Asia
- Afganistán*
- China*
- Corea del Norte*
- Egipto*
- Irak
- Laos: Devueltos a Rusia, 30 unidades que estaban aún operativas.[64]
- Líbano*
- Libia*
- Mongolia*
- Siria*
- Vietnam*
- Yemen del Sur*
- Yemen del Norte

África
- Angola*
- Argelia*
- Etiopía*
- Guinea*
- Guinea-Bisáu*
- Guinea Ecuatorial*
- Mali*
- Mozambique*
- República del Congo*
- Somalia*
- Sudán*
- Togo*
- Zimbabue*

## Efectividad
El T-34 era excepcional en los factores duros, blindaje, potencia de fuego y movilidad; y pobre en los factores blandos, facilidad de uso, ergonomía, disposición de la tripulación, aparatos de visión, etc.
El tanque tenía un buen equilibrio de los tres factores principales durante todo su ciclo en la Segunda Guerra Mundial. En 1941, el blindaje inclinado podía derrotar a todas las armas antitanque alemanas en distancias normales. Solo los cañones Flak de 88 mm podían poner fuera de combate al T-34, o en distancias cortas por cañones cortos de 50 mm. La mayoría de los tanques alemanes de 1941 no disponían de cañones de 75 mm largos; en su lugar eran más común el calibre de 37 mm y el 50 mm de los Panzer III. A mediados de 1942, el T-34 era vulnerable a los cañones alemanes mejorados y se mantuvo así el resto de la guerra, pero su blindaje era superior al de los tanques M4 Sherman y Panzer IV, mientras que se mejoró a partir de 1943 con la construcción del T-34-85.
En términos de potencia de fuego, el cañón de 76 mm del T-34 podía penetrar el blindaje de cualquier tanque alemán de 1941 con facilidad. Con el ZIS-5 podía llegar a penetrar 102 mm a 90° con munición subcalibrada a 100 m y 78 mm a 90° a 500 m con proyectiles BR-350A. Este cañón también podía disparar munición de alto poder explosivo (HE). En 1943, el cañón de 76 mm no tenía el alcance de los cañones de 75 mm del Panther y de 88 mm del Tiger. La introducción del cañón de 85 mm en 1944 no hizo al T-34-85 igual en potencia de fuego, pero este cañón podía penetrar el blindaje de los Panther y Tiger I a distancias razonables, mientras que el precio y la movilidad del T-34-85 era mucho mejor que el de estos dos tanques. Además, permitía perforarlos frontalmente con la munición subcalibre con núcleo de tungsteno, que perforaba 138 mm a 500 m, suficiente contra el Panther o Tiger I.
En cuanto a movilidad, las orugas anchas del T-34, su buena suspensión y el gran motor le daban un rendimiento en terrenos sin par; los tanques alemanes de primera generación no podía alcanzar este rendimiento, pues el ancho de sus orugas hacía que se quedaran atascados en lugares donde el T-34 podía salir sin problemas. En total, los factores duros del T-34 eran unos de los mejores de los tanques en combate durante la primera mitad de la guerra. Además, debemos resaltar su operatividad, que en 1943 era de entre un 70 %-90 %, mientras que los estándares alemanes estaban entre el 48 %-62 %.
En ergonomía, el T-34 era pobre, a pesar de algunas mejoras durante la guerra. Todas las versiones armadas con el cañón de 76 mm tenían una torreta estrecha para dos hombres. La visibilidad del comandante en el campo de batalla era reducida; la escotilla que se abría hacia adelante le forzaba a observar el terreno desde un visor y un periscopio transversal. Además, tenía que realizar las funciones de artillero. En contraste, los tanques alemanes, británicos y estadounidenses (no todos) de la época tenían una torreta de tres personas con comandante, artillero y cargador, que permitía que el comandante se centrase en dirigir y coordinar sus acciones con el resto de la unidad, sin tener que ocuparse de apuntar o recargar el cañón. Esto era una enorme contribución a la eficacia de la tripulación. Este problema reconocido fue solucionado con el T-34-85. Los comandantes alemanes generalmente se situaban asomándose para tener una visión completa, excepto cuando había fuego enemigo, algo que era imposible realizar en los T-34 con cañón de 76 mm debido a que la/las escotilla/escotillas de la torreta abrían hacia adelante, por lo que era imposible ver algo, aunque en caso de escapar, tenían la ventaja de que la tapa hacía de escudo antibalas.

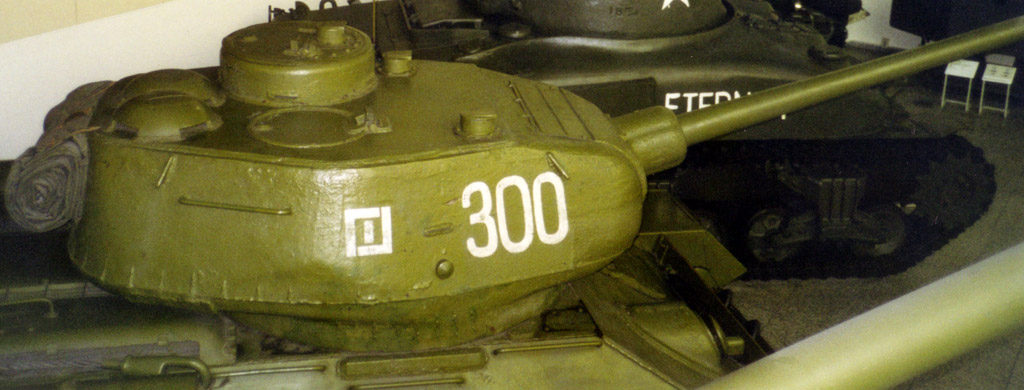
La nueva torreta del T-34-85 para tres personas.

La visibilidad desde el asiento del conductor también era deficiente, y algunos conductores informaron que sus visores eran tan malos que mantenían la escotilla ligeramente abierta incluso durante el combate. Tácticamente, esto afectaba a la capacidad del conductor para utilizar el terreno como una ventaja, ya que no podía ver las variaciones del suelo o tener una visión amplia como en otros tanques. El cargador también tenía problemas debido a la falta de una base en la torreta (un piso que se mueve cuando la torreta gira). Este problema ocurría en otros tanques como el M3 Stuart. El piso bajo la torreta estaba hecho para almacenar la munición en pequeñas cajas de metal. Había nueve proyectiles iniciales guardados en los estantes de los lados del compartimiento. Una vez que se utilizaba estos nueve proyectiles, el cargador tenía que sacar la munición adicional de las cajas del piso, lo que retardaba la cadencia de disparo. A pesar del inconveniente de almacenar la munición en cajas, esto no solía suponer un problema, pues se tardaban varios minutos en disparar los 9 proyectiles iniciales.
Otro de los factores clave que reducían el impacto inicial del T-34 en el campo de batalla fueron la falta de liderazgo, las tácticas con tanques y el entrenamiento de la tripulación, una consecuencia de las purgas de Stalin en los cuerpos de oficiales a finales de los años 1930, que fueron agravadas por la pérdida del personal mejor entrenado durante las derrotas del Ejército Rojo en 1941. Muchas tripulaciones entraban en combate con solo el entrenamiento básico y las 72 horas de instrucción en clase. Estos problemas aumentaban por la mala ergonomía del T-34 y la falta de radios durante el comienzo de la guerra, haciendo prácticamente imposible coordinar unidades blindadas en el combate. A menudo se usaban las señas visuales para coordinarse entre los tanquistas soviéticos, siendo un método poco ortodoxo y pobre, pues las ventajas de las radios era notable. Los soldados alemanes vieron que los tanques soviéticos atacaban en formaciones rígidas sin tomar ventaja del terreno. Hacia 1943-44 parte de estos problemas se habían corregido, aunque el entrenamiento de la tripulación soviética no alcanzó el nivel del entrenamiento alemán. Sin embargo, las cifras de pérdidas soviéticas en 1945 era de 1,18 a 1, lo cual nos sugiere que la balanza se estaba equilibrando mucho después de un 7 a 1 en 1941.

## Importancia

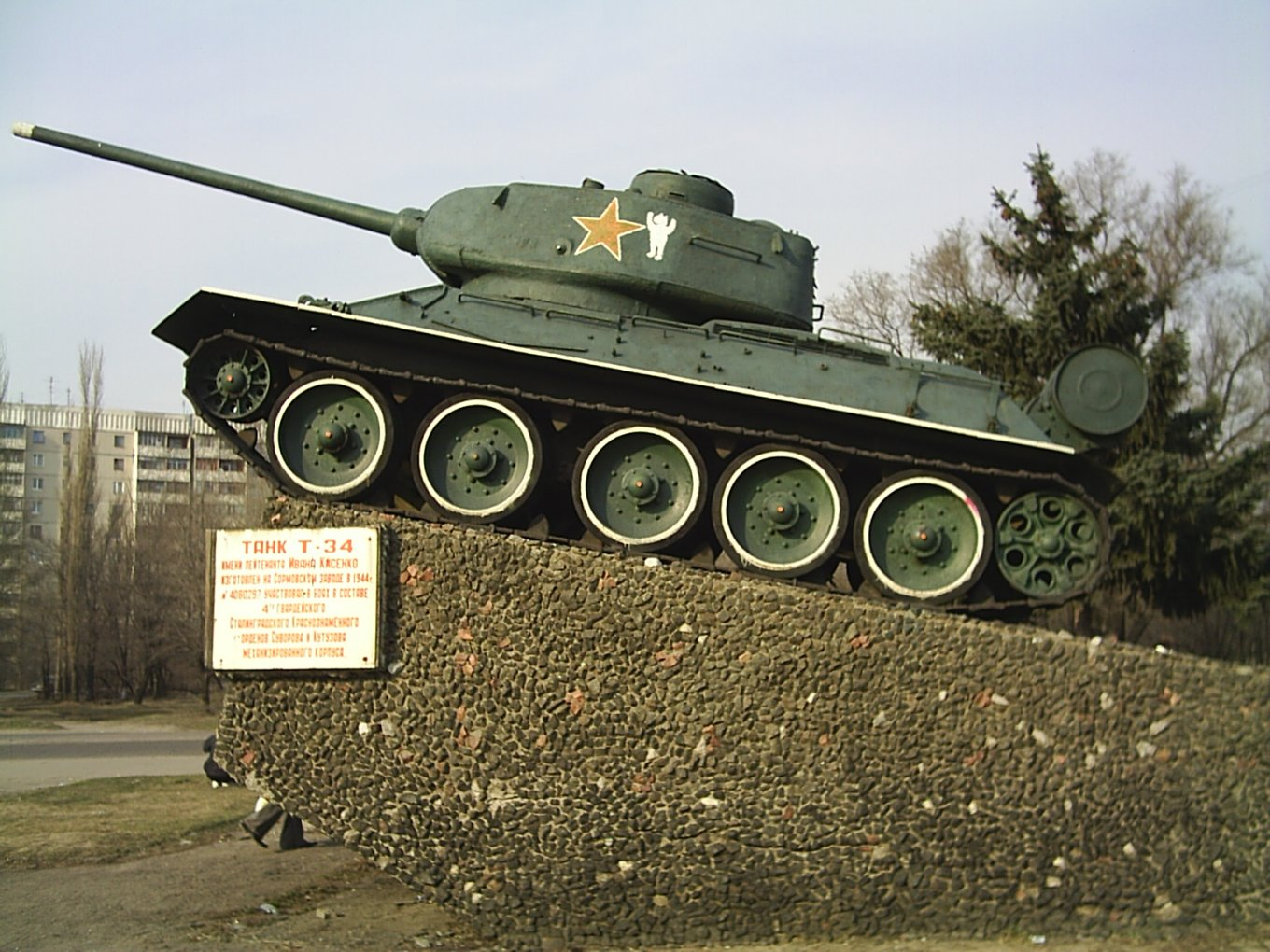
El T-34 ha servido como monumento en numerosos países.

El tanque T-34 era una de las armas más importantes del Ejército Rojo en la Segunda Guerra Mundial. Su importancia viene dada por el número fabricado que fue de más de 57 000 unidades durante la guerra, que es más que todo el arsenal de carros blindados que los alemanes pudieron hacer durante toda la guerra y equivale a un 54 % de todos los tanques soviéticos en dicho periodo (sin contar versiones cazacarros o artillería autopropulsada basada en el chasis del T-34). Ya que el frente germano-soviético era un teatro decisivo en la guerra, la importancia del T-34 difícilmente puede ser exagerada. Cuando apareció por primera vez en 1940, podía ser fácilmente el mejor diseño de tanque del mundo. A la mitad de la guerra, ya no era técnicamente superior a todos sus oponentes, pero todavía era mejor que la mayoría y estaba disponible en grandes cantidades.
La mejora del T-34-85 mantuvo al tanque medio estándar soviético sin interrupción de producción hasta el final de la guerra. La respuesta alemana al T-34 fue una nueva segunda generación de tanques, más caros y complejos, que retardó la producción de tanques y permitió a los soviéticos mantener una superioridad numérica. Debemos tener en cuenta que los enemigos más comunes en 1944 eran (en este orden) Panzer IV, Panther y Panzer III incluyendo las diferentes variantes de cada uno de estos tanques. Los Tiger se correspondían al 6 % de la producción total de ese año, por lo que eran escasos y no suponían el problema que sí presentaban los otros al estar dispuestos en mayores cantidades.
El diseño equilibrado del T-34 permitió que reemplazara a la mayoría de los tanques ligeros, medios y pesados en servicio, eliminando también a los pesados KV que a pesar de su efectividad en 1941 e invulnerabilidad, en 1942 ya podían ser penetrados por los cañones largos de 75 mm portados mayormente por los famosos Stug III. Su desarrollo evolutivo continuaría directamente hasta el T-44 y el T-55, construido hasta 1981 y que todavía sigue siendo usado. El T-34 sería una influencia en el desarrollo del concepto del tanque principal de batalla.